# لویس رگویرو
لویس رگویرو (به اسپانیایی: Luis Regueiro) بازیکن فوتبال اهل اسپانیا است که از سال ۱۹۲۷ تا ۱۹۳۶ میلادی عضو تیم ملی فوتبال اسپانیا بوده و در ۲۵ بازی ملی حضور داشته‌است. او در بازی‌های ملی‌اش ۱۶ گل به‌ثمر رساند.